# Noisia
„Noisia“ (NOISIΛ, обърнато VISION) e холандско музикално трио, състоящо се от членовете Nik Roos, Martijn van Sonderen и Thijs de Vliger от Гронинген, Нидерландия. Те създават голямо разнообразие от музика, включително дръм енд бейс, дъбстеп, брейкбийт и хаус. Притежават три звукозаписни компании: Vision, Devision и Invisible Recordings.

## Дискография
- Split the Atom (2010)
- I Am Legion (2013)
- Outer Edges (2016)

|  | Тази страница частично или изцяло представлява превод на страницата Noisia в Уикипедия на английски. Оригиналният текст, както и този превод, са защитени от Лиценза „Криейтив Комънс – Признание – Споделяне на споделеното“, а за съдържание, създадено преди юни 2009 година – от Лиценза за свободна документация на ГНУ. Прегледайте историята на редакциите на оригиналната страница, както и на преводната страница, за да видите списъка на съавторите. ВАЖНО: Този шаблон се отнася единствено до авторските права върху съдържанието на статията. Добавянето му не отменя изискването да се посочват конкретни източници на твърденията, които да бъдат благонадеждни. |